# 21e Wereldjamboree
De 21e Wereldjamboree werd van 27 juli tot en met 8 augustus 2007 gehouden in Hylands Park, in het Engelse Chelmsford. Deze Wereldjamboree had als thema Één wereld, één belofte, verwijzend naar het 100-jarig bestaan van scouting in dat jaar. Aan deze Wereldjamboree namen 38.074 jeugddeelnemers en troepleden uit 158 landen deel, naast de meer dan 8600 leden van het International Service Team (IST). Uit Nederland en België namen tussen de 1200 en 1300 scouts deel.

## 100-jarig bestaan
Op de geboortedag van scouting, 1 augustus, de zogenaamde Sunrise Day (Zonsopgangsdag), werd tijdens de Wereldjamboree uitgebreid stilgestaan bij dit gebeuren. Van elk van de 158 deelnemende landen gingen twee jeugddeelnemers naar Brownsea Island, het eiland waar sir Robert Baden-Powell in 1907 zijn eerste scoutingkamp organiseerde, om daar de zonsopgang mee te maken.

## Het thema in verschillende talen
- One world, one promise
- Eén wereld, één belofte
- Un monde, une promesse
- Eine Welt, ein Versprechen
- Un Mundo, Una Promesa
- Egy világ, egy fogadalom
- Un mondo, una promessa